# Mister Roberts (opera teatrale)
Mister Roberts è un'opera teatrale di spettacolo teatrale di Thomas Heggen e Joshua Logan, tratta dall'omonimo romanzo di Heggen. Il dramma debuttò a Broadway nel 1948, rimase in scena per 1157 repliche e vinse il Tony Award alla migliore opera teatrale; nel 1955 il dramma e il romanzo furono riadattati nel film La nave matta di Mister Roberts, con Henry Fonda nel ruolo che aveva già interpretato a Broadway.